# Фенът
„Фенът“ (на английски: The Fan) е американски трилър на режисьора Тони Скот, който излиза на екран през 1996 година.

## Сюжет
Когато „Джайънтс“ от Сан Франциско плащат на централния аутфилдер Боби Рейбърн 40 милиона за да отведе отбора на Световните Серии, никой не е по-щастлив и по-подкрепящ от фена Гил Ренард. Но когато Рейбърн е опозорен от най-лошия провал в кариерата си, обсебеният Ренард няма да се спре пред нищо за да помогне на своя идол да възвърне предишната си слава

## В ролите
| Актьор           | Роля         |
| ---------------- | ------------ |
| Робърт Де Ниро   | Джил Рейнард |
| Уесли Снайпс     | Боби Рейбърн |
| Джон Легуизамо   | Мени         |
| Бенисио дел Торо | Хуан Примо   |
| Елън Баркин      | Джуел Щерн   |
| Пати Д'Арбанвил  | Елън Ренард  |
| Чарлз Халахан    | полицай      |
| Брандън Хамънд   | Шон Рейбърн  |